# قانون حقوق التأليف والنشر في الولايات المتحدة

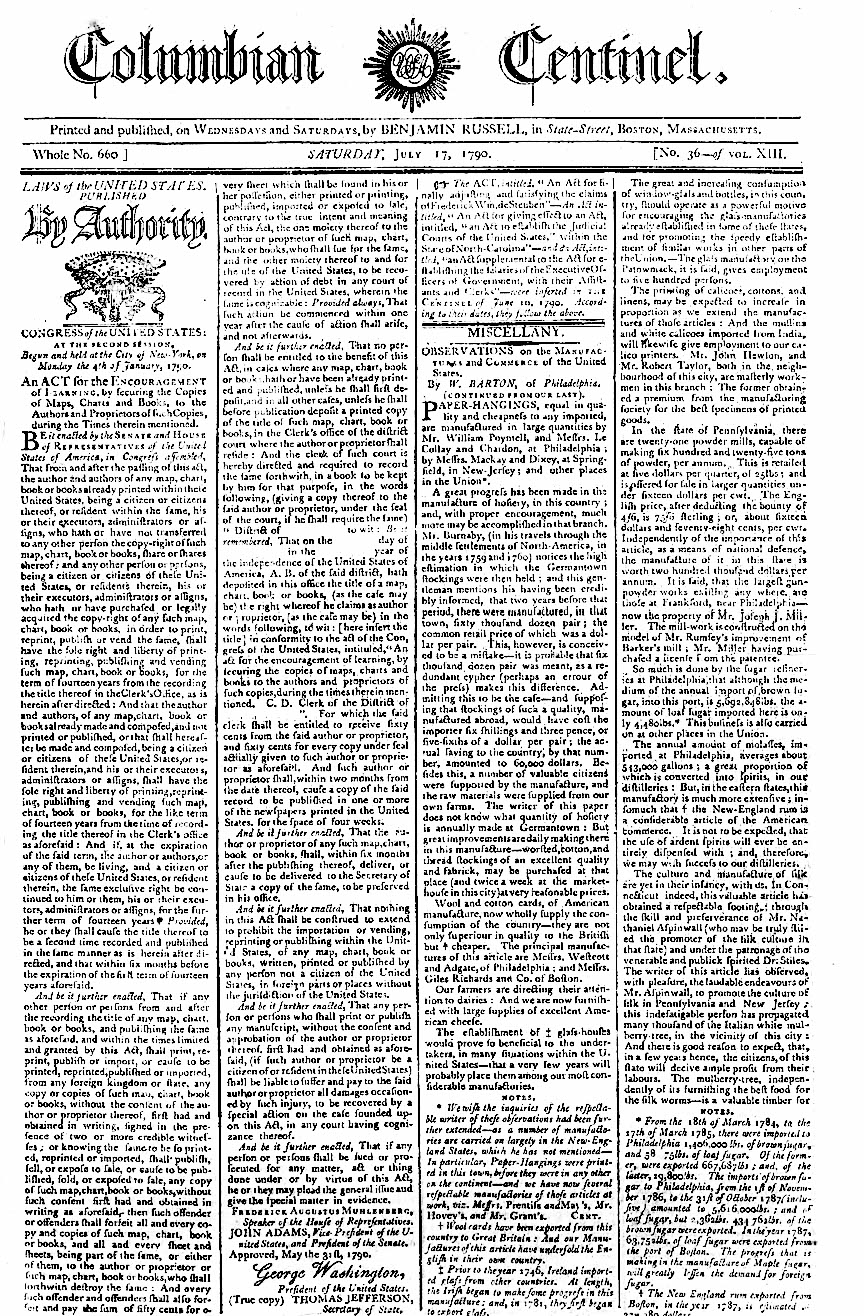

يمنح قانون حقوق النشر في الولايات المتحدة (بالإنجليزية: United States copyright law) حماية احتكارية للأعمال «الأصلية للمؤلفين». يمنح هذا القانون مجموعة من الحقوق الحصرية للمؤلفين، بهدف معلن يتمثل في تعزيز الفن والثقافة، وتشمل: الحق في نسخ أعمالهم وبيعها، والحق في إنشاء أعمال مشتقة منها، وأيضًا الحق في عرض أعمالهم أو أدائها علنًا. تُعّد هذه الحقوق الحصرية محددة بمدة زمنية، وتنتهي عمومًا بعد مرور 70 عامًا من وفاة المؤلف، أو 95 عامًا من تاريخ النشر. تُعتبر الأعمال المنشورة قبل 1 يناير 1930 في الولايات المتحدة ضمن الملكية العامة.
عُدِّلَ قانون حقوق النشر في الولايات المتحدة بشكل شامل آخر مرة بموجب «قانون حقوق النشر لعام 1976»، والمُدرج في الباب السابع عشر من «قانون الولايات المتحدة»، ويمنح الدستور الأمريكي صراحةً الكونغرس سلطة سن قوانين حقوق النشر (وقوانين براءات الاختراع) بموجب المادة الأولى، القسم 8، البند 8، المعروف باسم «بند حقوق النشر». يمتلك الكونغرس بموجب هذا البند سلطة «تعزيز التقدم في العلوم والفنون النافعة، من خلال ضمان حقوق حصرية للمؤلفين والمخترعين، لمدة محدودة، في كتاباتهم واكتشافاتهم الخاصة».
يتولى «مكتب حقوق النشر بالولايات المتحدة»، التابع لمكتبة الكونغرس، مسؤولية تسجيل حقوق النشر، وتوثيق عمليات نقلها، وغيرها من الجوانب الإدارية المتعلقة بقانون حقوق النشر.

## إجراءات تسجيل حقوق النشر
تُمنح حقوق النشر تلقائيًا لمؤلف العمل الأصلي، ولا يُشترط التسجيل للحصول على هذه الحقوق. يُعزّز تسجيل حقوق النشر من قوة حقوق صاحبها بعدة طرق، إذ يُعدّ التسجيل، أو حتى رفض التسجيل، شرطًا أساسيًا قبل رفع أي دعوى قضائية تتعلق بانتهاك حقوق النشر، ويفتح التسجيل أيضًا المجال للمطالبة بتعويضات «قانونية» مُعزّزة.
يمكن تسجيل حقوق النشر عبر الإنترنت من خلال موقع مكتب حقوق النشر الأمريكي الذي يعمل على مراجعة الطلبات للتحقق من الأخطاء الواضحة أو غياب موضوع قابل للحماية بموجب حقوق النشر، ثم يصدر شهادة تسجيل. تجدر الإشارة إلى أن مكتب حقوق النشر لا يُجري مقارنة بين العمل الجديد ومجموعة الأعمال المنشورة مسبقًا، ولا يتحقق مما إذا كان هناك انتهاك لحقوق النشر.

### متطلب الإيداع
يشترط مكتب حقوق النشر في الولايات المتحدة تقديم نسخة إيداع من العمل المطلوب تسجيل حقوق النشر له؛ ويمكن تقديم هذه النسخة من خلال نظام إيكو الإلكتروني التابع للمكتب. يؤدي شرط الإيداع هذا وظيفتين أساسيتين، تتمثل الأولى في حال نشوء دعوى قضائية تتعلق بانتهاك حقوق النشر، فيمكن لمالك الحق إثبات أن المادة التي انتُهِكَت هي نفسها تمامًا المادة التي سًجِّلَت رسميًا، والثانية في مساهمة هذا المتطلب أيضًا في إثراء مجموعة مكتبة الكونغرس من الأعمال المنشورة.
إن عدم الامتثال لمتطلب الإيداع، وفقًا للتعديلات التي تُقرّها لوائح مكتب حقوق النشر، يُعرّض الشخص لغرامة مالية، لكنه لا يؤدي إلى فقدان حقوق النشر.

### إشعارات حقوق النشر
إن استخدام إشعارات حقوق النشر هو أمر اختياري، فبموجب اتفاقية برن لحماية المصنفات الأدبية والفنية، التي عدّلت قانون حقوق النشر الأمريكي في عام 1989، أصبحت حقوق النشر تُمنح تلقائيًا.
يمكن أن يترتب على عدم استخدام إشعار حقوق النشر (مثل الرموز أو العبارات الخاصة بذلك) عواقب قانونية، خاصة فيما يتعلق بالمطالبات المالية في قضايا انتهاك الحقوق؛ إذ إن استخدام إشعارات النشر قد يُضعف من فعالية الدفاع بحجة «الانتهاك غير المقصود» ويزيد من فرص الحصول على تعويضات أعلى.

## مدة حماية حقوق النشر
تستمر حماية حقوق النشر في العادة لمدة 70 عامًا بعد وفاة المؤلف، أما إذا كان العمل يُعتبر «عملًا مأجورًا»، فإن حقوق النشر تمتد لمدة 120 عامًا من تاريخ الإنشاء أو 95 عامًا من تاريخ النشر، أيهما أقصر. أما بالنسبة للأعمال التي أُنتجت قبل عام 1978، فإن قواعد مدة الحماية تكون أكثر تعقيدًا، والأعمال المنشورة قبل 1 يناير 1930 (باستثناء التسجيلات الصوتية) أصبحت ضمن الملكية العامة. تجدر الإشارة إلى أن جميع مدد حقوق النشر تنتهي في نهاية السنة الميلادية التي من المفترض أن تنقضي فيها تلك المدة.

### الأعمال التي أُنشئت قبل عام 1978
إن الحد الأقصى لمدة حماية حقوق النشر هو 95 عامًا من تاريخ النشر، بالنسبة للأعمال التي نُشرت أو سُجِّلَت قبل عام 1978، شريطة أن تجديد هذه الحقوق في السنة الثامنة والعشرين بعد النشر. أصبح تجديد حقوق النشر تلقائيًا منذ صدور قانون تجديد حقوق النشر لعام 1992. أما بالنسبة للأعمال التي أُنشئت قبل عام 1978 ولكن لم تُنشر أو تُسجّل قبل ذلك التاريخ، فإن مدة حماية حقوق النشر تُطبق عليها وفقًا للمادة 302، أي 70 عامًا بعد وفاة المؤلف.
كان من الضروري نشر العمل أو تسجيله حتى يحصل على حماية حقوق النشر قبل عام 1978؛ ولكن ًالغي هذا الشرط مع بدء سريان قانون حقوق النشر لعام 1976 في 1 يناير 1978، ومنحت حماية تلقائية لتلك الأعمال غير المنشورة أو غير المسجلة. عمل الكونغرس على تشجيع المؤلفين على نشر أعمالهم غير المنشورة، إذ نُصَّ على أن تلك الأعمال، إذا نُشرت قبل عام 2003، فلن تنتهي حمايتها قبل عام 2048.
تُعَد جميع الأعمال القابلة للحماية بموجب حقوق النشر والتي نُشِرَت في الولايات المتحدة قبل عام 1930، باستثناء التسجيلات الصوتية، ضمن الملكية العامة. أما الأعمال التي أُنشئت لكن لم تُنشر أو تُسجّل قبل 1 يناير 1978، فقد تظل محمية حتى عام 2047. أما بالنسبة للأعمال التي حصلت على حقوق النشر قبل عام 1978، فكان من الضروري تجديد حقوق النشر في السنة الثامنة والعشرين بعد النشر من خلال تقديم طلب تجديد إلى مكتب حقوق النشر، وذلك لتمديد مدة الحماية.
أُلغي شرط التجديد مع صدور قانون تجديد حقوق النشر لعام 1992، وأصبح التجديد تلقائيًا؛ ولكن الأعمال التي دخلت الملكية العامة بسبب عدم تجديدها قبل صدور هذا القانون لم تستعد حماية حقوق النشر، والأعمال التي نُشرت قبل عام 1964 ولم تُجَدّد تُعد الآن ضمن الملكية العامة.
لم تكن التسجيلات الصوتية مشمولة بحماية حقوق النشر الفيدرالية في الولايات المتحدة قبل عام 1972، ولكن كان نسخها خاضعًا لتنظيم بموجب قوانين الضرر المدني وبعض القوانين المحلية في الولايات، والتي لم تكن تُحدد مدة زمنية للحماية في بعض الحالات. صدر تعديل قانون التسجيلات الصوتية لعام 1971 ليوسّع حماية حقوق النشر الفيدرالية لتشمل التسجيلات التي سُجِّلَت في أو بعد 15 فبراير 1972، أما التسجيلات التي سُجِّلَت قبل هذا التاريخ، فقد بقيت خاضعة لقوانين الولايات أو القانون العام بدلًا من القانون الفيدرالي.
لم تخضع التسجيلات الصوتية القديمة لقواعد انتهاء الصلاحية المطبقة على الأعمال البصرية المعاصرة نتيجةً لذلك؛ ورغم إمكانية دخولها إلى المجال العام بفضل تأليف حكومي أو منح رسمي من المالك، إلا أن النتيجة العملية كانت جعل الصوت المصرح به في المجال العام شبه معدوم.
تغيّر الوضع القانوني للتسجيلات الصوتية جذريًا بعد إصدار قانون تحديث الموسيقى في عام 2018، والذي منح حماية حقوق نشر فيدرالية لجميع التسجيلات الصوتية، بغض النظر عن تاريخ إنشائها، وألغى أيضًا سلطة قوانين الولايات فيما يتعلق بحماية هذه التسجيلات. أصبحت أول مجموعة من التسجيلات الصوتية التي تدخل الملكية العامة بموجب هذا القانون هي تلك التي سًجِّلَت قبل عام 1923، والتي دخلت الملكية العامة في 1 يناير 2022.
ستُدرَج التسجيلات الصوتية التي سُجِّلَت بين 1923 و14 فبراير 1972 تدريجيًا تحت الملكية العامة خلال العقود القادمة، فستصبح التسجيلات المثبتة في الفترة بين 1923 و1946 ضمن الملكية العامة بعد مرور 100 عام من تاريخ التثبيت، وستدخل التسجيلات المثبتة في الفترة بين 1947 و1956 الملكية العامة بعد 110 أعوام من تاريخ التثبيت، أما التسجيلات المثبتة في الفترة ين 1 يناير 1957 و14 فبراير 1972 فستدخل الملكية العامة جميعها دفعة واحدة في 15 فبراير 2067.
أصدر القاضي بيرسي أندرسون في مايو 2016 حكمًا في دعوى قضائية بين شركة إيه بي سي إنترتيمنت وسي بي سي راديو؛ وقرّر فيه أن النسخ «المُعاد إتقانها» من التسجيلات الصوتية التي أُنشِئَت قبل عام 1972 يمكن أن تحصل على حماية بموجب حقوق النشر الفيدرالية كأعمال مستقلة، وذلك بسبب الجهد الإبداعي المبذول في عملية إعادة الإتقان. ألغت محكمة الاستئناف للدائرة التاسعة القرار لصالح شركة إيه بي أس إنترتيمنت.

## وصلات خارجية
- مكتب حماية النسخ الأمريكي (باللغة الإنكليزية)